# Leesdorf (Herrschaft)

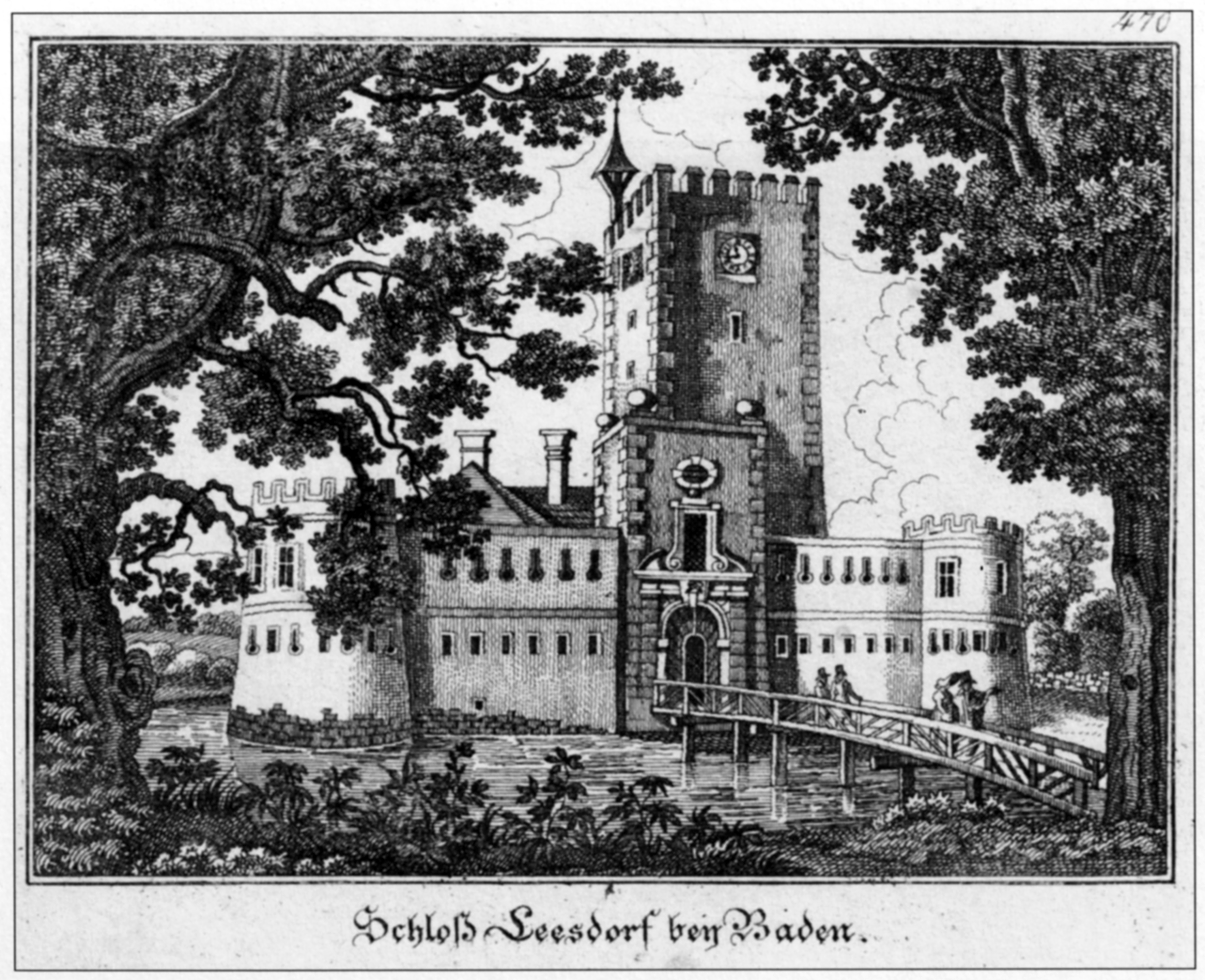
Schloss Leesdorf, Sitz der Verwaltung (vor 1853)

Die Herrschaft Leesdorf war eine Grundherrschaft im Viertel unter dem Wienerwald im Erzherzogtum Österreich unter der Enns, dem heutigen Niederösterreich.

## Ausdehnung
Die Herrschaft, die für einige Orte teils auch Pfarrherrschaft, Kirchenherrschaft oder Stiftsherrschaft war, umfasste zuletzt die Ortsobrigkeit über Traiskirchen, Leesdorf, Grillenberg, Veitsau, Pöllau, Steinhoft bzw. Steinhoft und Guntramsdorf. Der Sitz der Verwaltung befand sich im Schloss Leesdorf.

## Geschichte
Die Herrschaft war dem Stift Melk unterstellt. Letzter Inhaber der Herrschaft war Wilhelm Eder in seiner Funktion als Abt von Stift Melk. Nach den Reformen 1848/1849 wurde die Herrschaft aufgelöst.